# Hypericum foliosum
Hypericum foliosum — вид рослин з родини звіробійні (Hypericaceae), ендемік Азорських островів.

## Поширення
Ендемік Азарських островів (о-ви Санта-Марія, Сан-Мігель, Сан-Жорже, Терсейра, Корву, Піку, Фаял, Флорес, Грасіоза).
Знайдено від приблизно 200 м до майже 900 над рівнем моря в прибережних скелях, узліссях різних лісів. Цей чагарник також присутній у залишках природних лугів, де панують Festuca і Holcus. Він також зустрічається в маргінальних середовищах проживання, таких як узбіччя доріг, поля екзотичних лісів та виробничих лісів, поля сільськогосподарських угідь, кам'яні стіни, а також навколо озер у вулканічних кратерах.

## Використання
Є дані про використання цеї рослини в народній медицині. Спроби були використати як місцеву декоративну рослину, а саме навколо великих озер.

## Загрози та охорона
Подібно до ситуації з більшістю ендемічних чагарників та дерев на Азорських островах, головні загрози в минулому включали очищення природних лісів та подальше розширення сільськогосподарських угідь та виробничого лісу. Тепер основні загрози пов'язані з розширенням екзотичних лісів та інвазивних рослин, таких як Hedychium gardnerianum, Leycesteria formosa, Gunnera tinctoria, Diksonia antarctica, Erigeron karwinskianus, Persicaria capitata. Введені травоїдні тварини, такі як кози і кролики, швидше за все, впливають на молоді рослини. 